# Jean-Jacques Thuner
Jean-Jacques Thuner (ur. 10 marca 1933 roku) – szwajcarski kierowca wyścigowy.

## Kariera
W wyścigach samochodowych Thuner poświęcił się głównie startom zaliczanym do klasyfikacji Mistrzostw Świata Samochodów Sportowych. W 1965 Szwajcar odniósł zwycięstwo w klasie GT 1.3 24-godzinnego wyścigu Le Mans, a w klasyfikacji generalnej był trzynasty.